# Luka Milivojević
Luka Milivojević - em sérvio, Лукa Mиливojeвић (Kragujevac, 7 de abril de 1991) -, é um futebolista sérvio que atua como meio-campista. Atualmente está sem clube.